# Problema XY
Un problema XY è una situazione comune che si viene a creare in ambiti come il supporto utente.
È un fraintendimento di comunicazione nel quale il vero problema, X, di un utente non è chiaro perché lo stesso, invece che chiedere direttamente come risolvere X, chiede supporto per risolvere un problema secondario Y che crede lo aiuterà a risolvere X.
Purtroppo, risolvere Y spesso non è risolutivo per X o è un pessimo modo di risolverlo. Inoltre nascondere il vero problema introduce ambiguità nella comunicazione che può fare sì che l'incaricato alla risoluzione del problema, non capendo la vera natura dello stesso, proponga soluzioni sbagliate.
Il problema XY si incontra comunemente nel supporto tecnico o nell'assistenza clienti, nel quale l'utente finale ha cercato di risolvere il problema da solo, non capendo la vera natura dello stesso, presumendo che il vero problema X sia già stato risolto, a meno di qualche dettaglio del problema Y. La difficoltà nel supporto di capire la natura del problema o di fornire una soluzione adeguata può portare alla frustrazione dell'utente.
L'incomprensione risulta lampante nel momento in cui l'utente finale chiede un qualche dettaglio totalmente irrilevante dal fine risolutivo. La persona assegnata al supporto può cercare di risalire al problema vero ponendo alcune domande probanti sul perché l'informazione sia richiesta da parte dell'utente.